# Kaminaljuyú

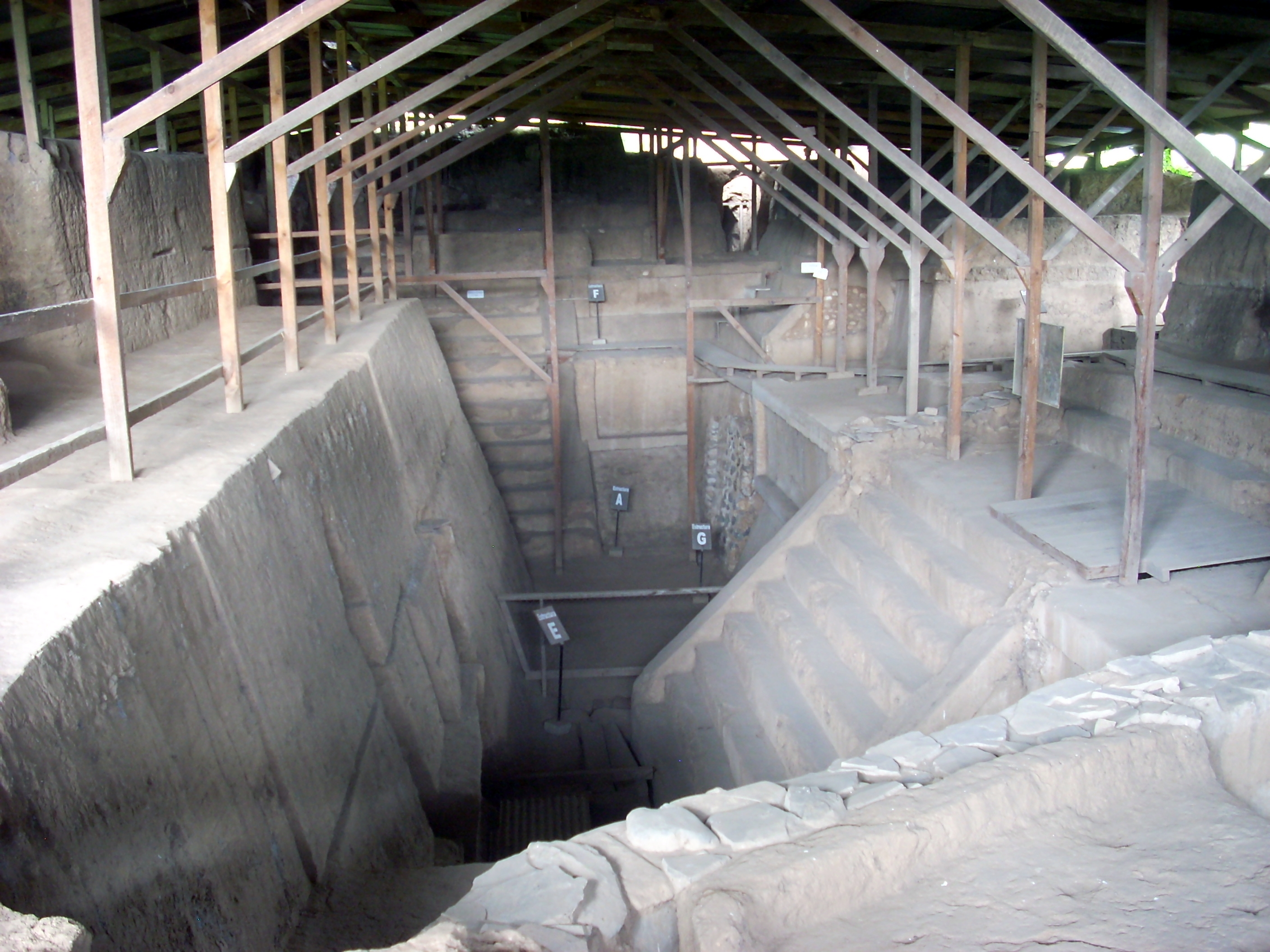
Part de l'acròpoli excavada

Kaminaljuyú (també escrit Kaminal Juyú) és un jaciment arqueològic amerindi maia situat a les terres altes de Guatemala, dins l'àrea de l'actual capital. Encara que d'etimologia desconeguda, l'arqueòleg José Antonio Villacorta Calderón li donà aquest nom que significa en quítxua 'Turó del mort’.

## Història

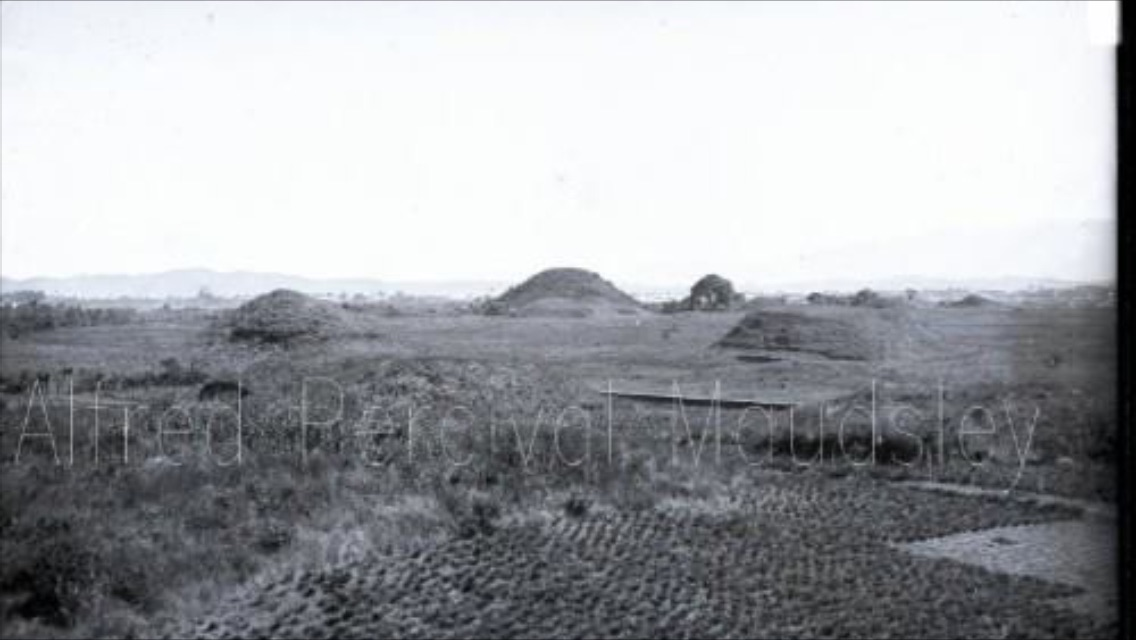
Jaciment arqueològic el 1890. Fotografia d'Alfred Percival Maudslay

Kaminaljuyú és un dels llocs maies més antics, i és la zona de més llarga ocupació a Mesoamèrica, poblada des del 1200 ae fins al voltant del 900 de. En aquest lloc s'han fet troballes de ceràmica, escultura, arquitectura i enginyeria maia. Les recerques permeten afirmar que era un important productor i exportador d'obsidiana durant l'època d'esplendor maia, a causa de l'explotació de pedreres properes com El Chayal i Ixtepeque; per la seua ubicació estratègica al centre del territori guatemalenc, es creu que era un punt important en la ruta comercial entre la costa del Pacífic, com Chocolá, a Suchitepéquez i Takalik Abaj, a Retalhuleu i les ciutats maies del Petén, durant segles.
L'inici de l'ocupació humana de la zona coneguda com a Kaminaljuyú tingué lloc en el període preclàssic mitjà, contemporani a l'expansió de la cultura olmeca. La seua època d'apogeu correspon al següent període arqueològic. En el s. II, Kaminaljuyú començava a declinar. La ciutat rebé una forta influència de Teotihuacan (ca. 400), amb la qual mantenia relacions comercials. Alguns autors plantegen la possibilitat que Kaminaljuyú haja estat dominada militarment pels teotihuacans. En aquest sentit, el lloc hauria tingut un paper important en el control de les rutes comercials del sud-est, que permetien a Teotihuacan mantenir l'hegemonia en el comerç mesoamericà de l'època.

### Descobriment de les ruïnes
Al 1923, decebut pel govern constituït a Guatemala després del derrocament de Manuel Estrada Cabrera el 1920, l'escultor Rafael Yela Gúnther emigrà a Mèxic, on tingué el seu primer contacte amb l'art maia i l'art asteca gràcies a Manuel Gamio, amb qui col·laborà a Teotihuacan, on Yela Gúnther treballà en diverses tasques i es dedicà al gran projecte de l'Auditori, a fer els murals que decorarien el museu, etc. El 1926, Gamio hagué d'eixir de Mèxic per serioses acusacions que estava subornant els seus superiors; se n'anà a Nova York i després, pels contactes de Yela -a qui s'havia endut com a secretari privat-, es traslladà a la ciutat de Guatemala per excavar les ruïnes de Kaminal Juyú, on feren una sèrie de pous estratigràfics que després li serviren a Alfred Kidder per excavar de manera sistemàtica a l'any següent.

## Localització
El jaciment arqueològic es troba a la vall del que hui és la ciutat de Guatemala, i té al voltant de cent deu plataformes. Només se'n conserva l'acròpoli central, ja que una important secció del lloc ha estat destruït per la urbanització. Una mostra de les troballes del lloc és al Museu Nacional d'Arqueologia i Etnologia de Guatemala.

## Galeria

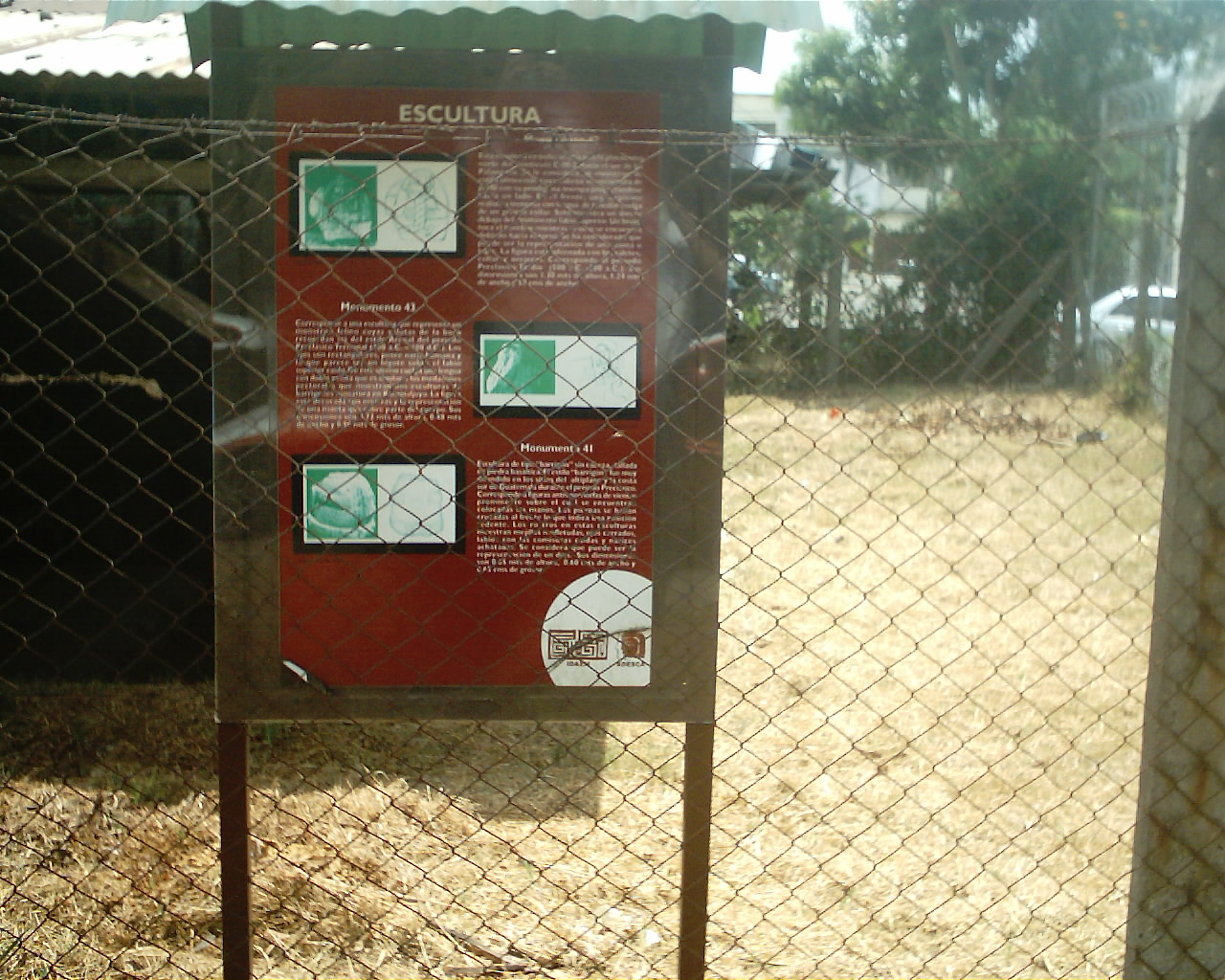
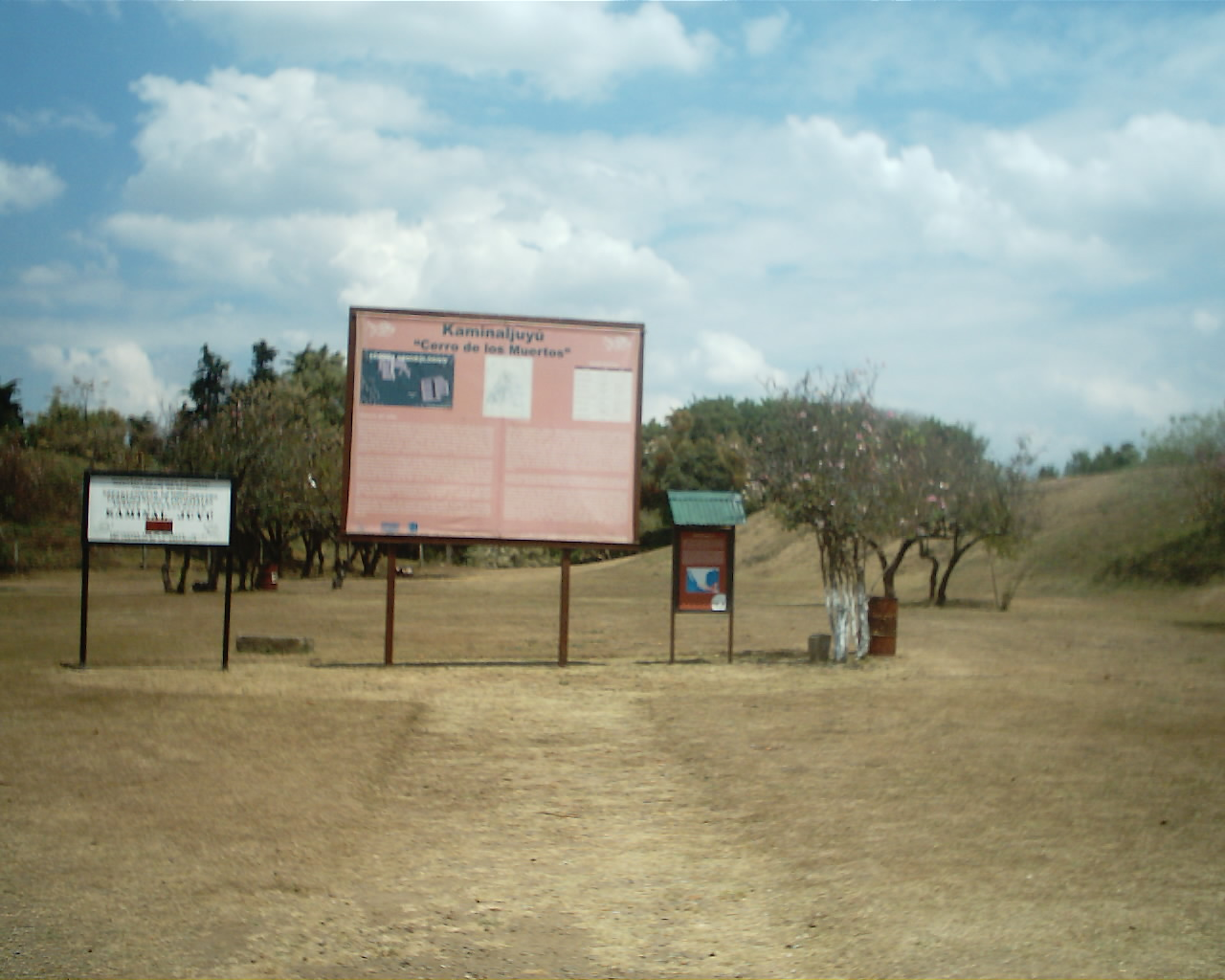
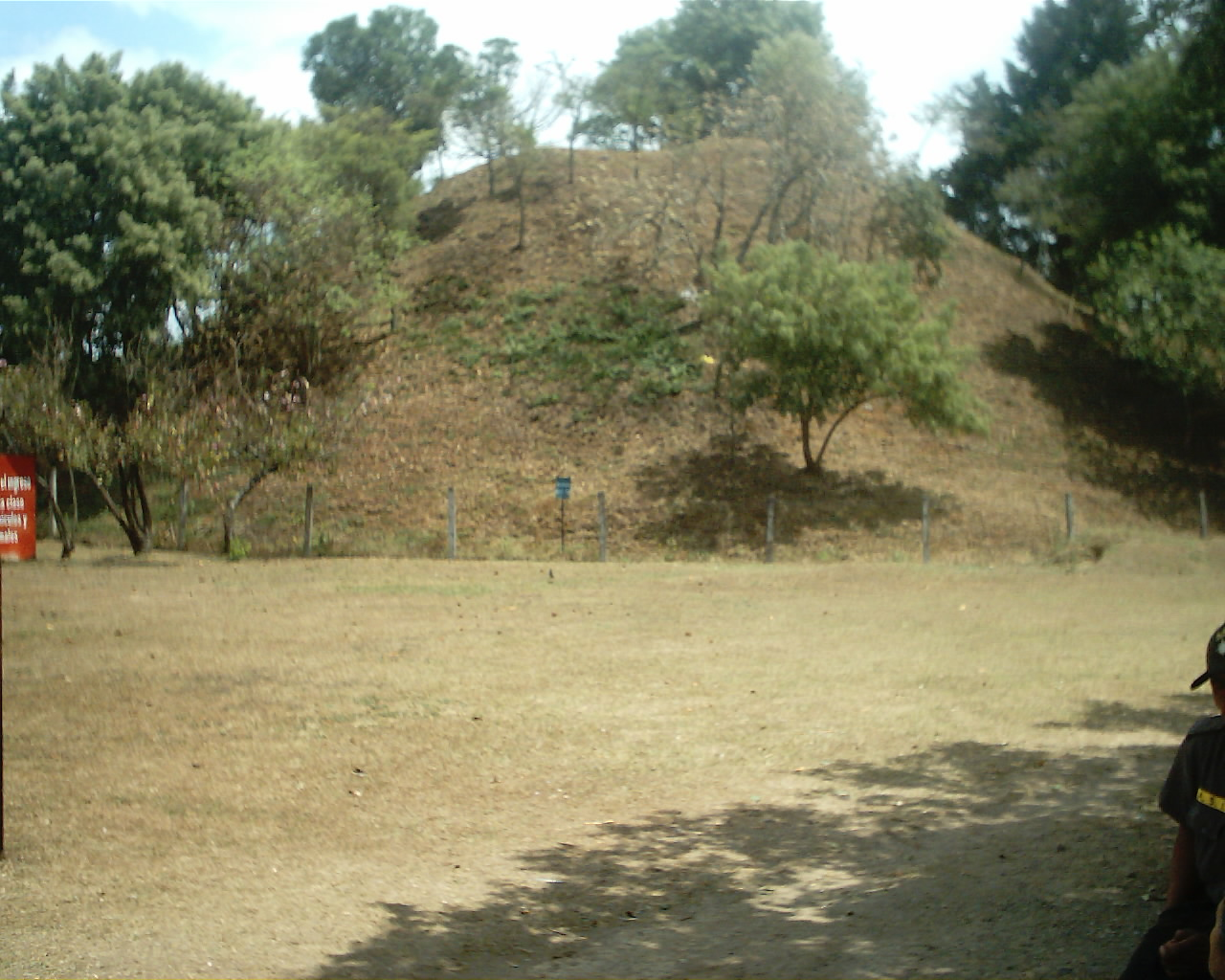
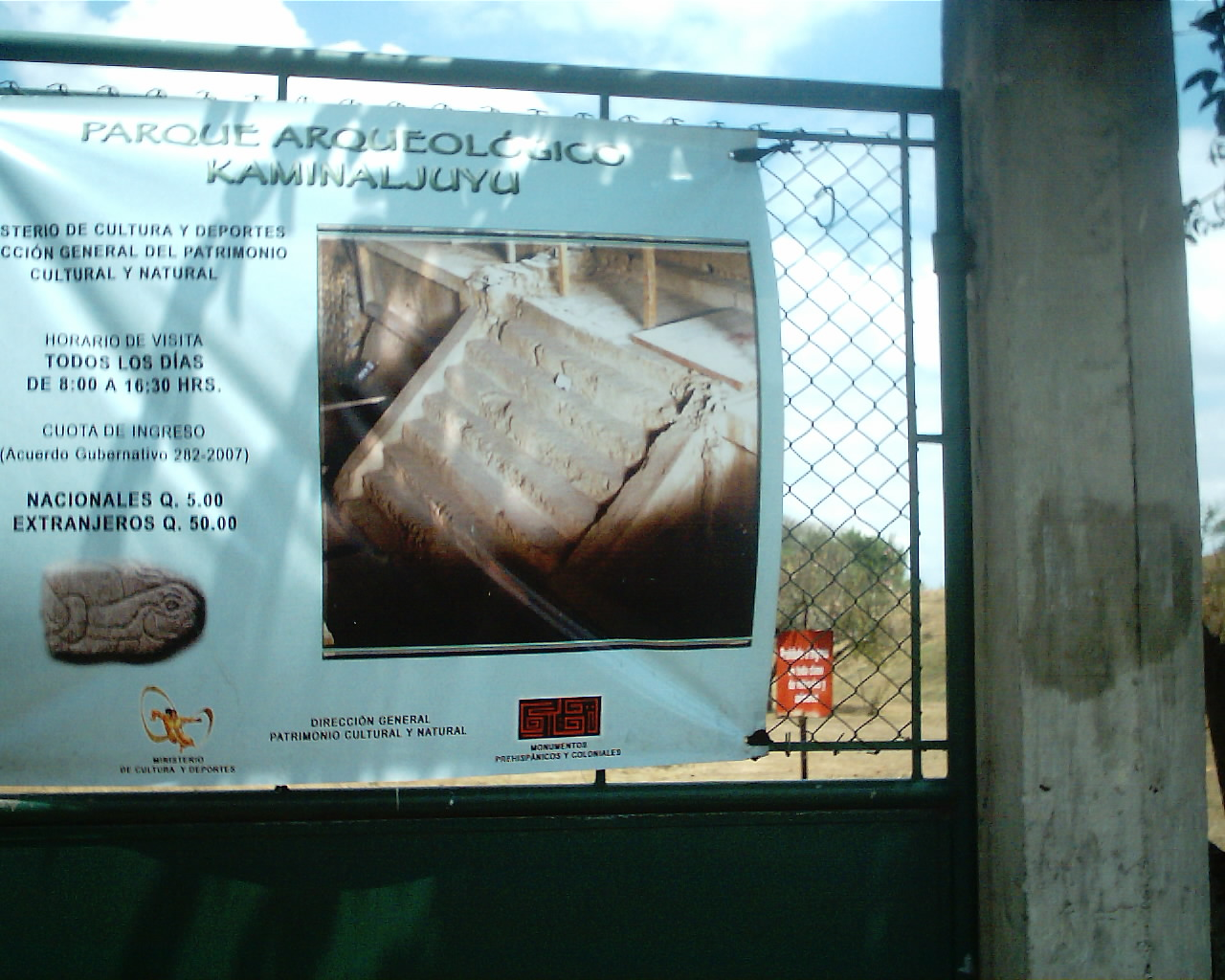